# Metro-land

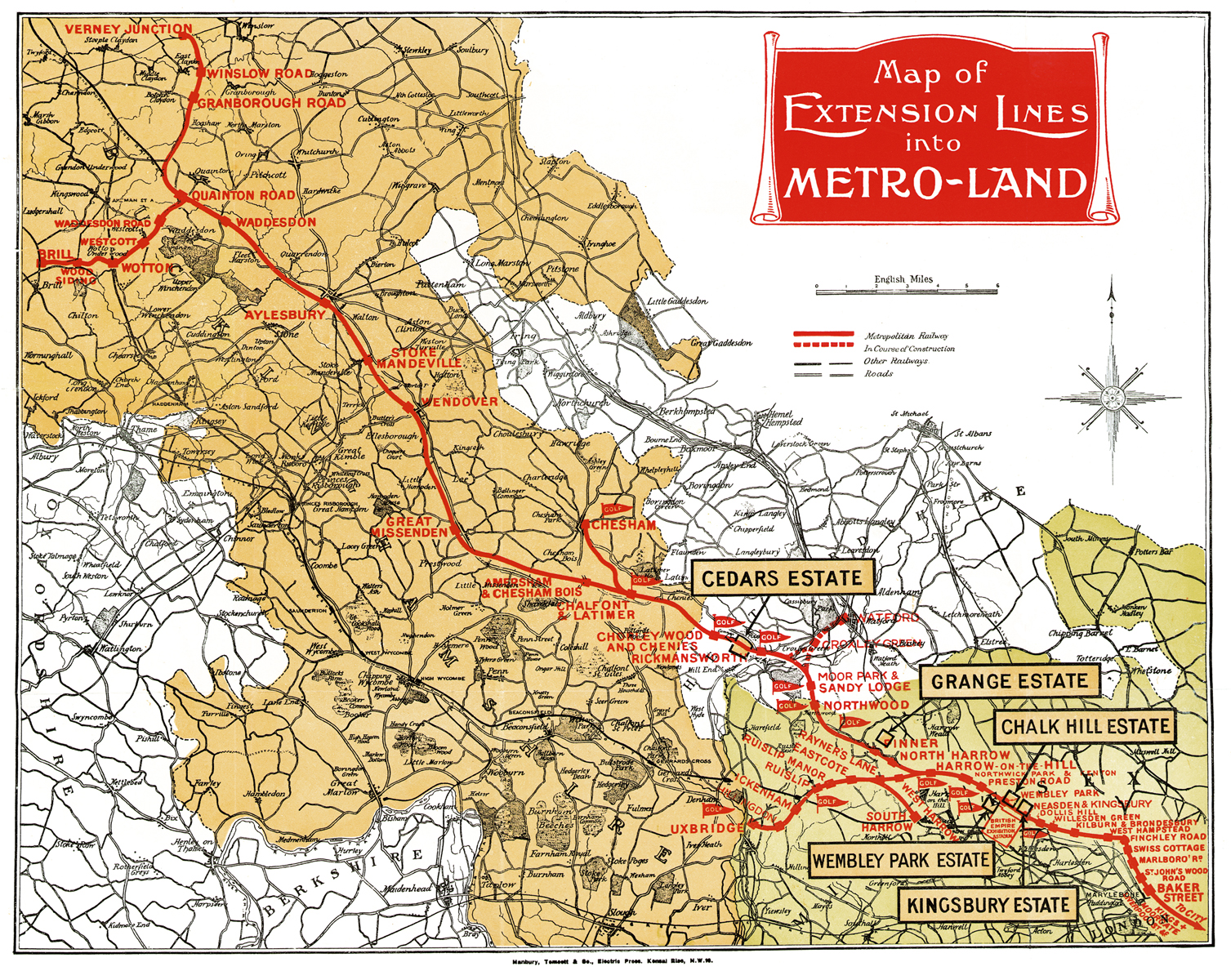
Mapa del "Metro-land", del 1924 publicat per Metropolitan Railway

Metro-land (o Metroland) són les àrees suburbanes que es van construir al nord-oest de Londres als comtats de Buckinghamshire, Hertfordshire i Middlesex a principis del segle xx i que estaven servides per la Metropolitan Railway, una empresa independent fins que fou absorbida per London Passenger Transport Board (LPTB) el 1933.